# مارنهال
مارنهال (به انگلیسی: Marnhull) یک روستا و محله مدنی در بریتانیا است که در North Dorset واقع شده‌است. مارنهال ۱٬۹۹۸ نفر جمعیت دارد.